# Alice Hoffman
Alice Hoffman (New York, 16 marzo 1952) è una scrittrice statunitense.
Ha scritto 17 romanzi, tradotti in 20 lingue.
I film Amori & incantesimi, Aquamarine e The River King sono stati tratti da suoi libri. Il primo libro ad essere tradotto in italiano è stato Non calpestate il mio giardino (Seventh Heaven), pubblicato da Frassinelli nel 1992.

## Premi Letterari
- Nel 1993 Alice Hoffman ha vinto il premio Hammett con il romanzo Turtle Moon[1].

## Opere

### Romanzi
- Property Of (1977)
- The Drowning Season (1979)
- Angel Landing (1980)
- White Horses (1982)
- Fortune's Daughter (1985)
- Illumination Night (1987)
- At Risk (1988)
- Seventh Heaven (1990)
- Non calpestate il mio giardino, Frassinelli, 1992
- Turtle Moon (1992)
- La notte dei prodigi - Sperling & Kupfer, 1993 (Hammett Prize 1993)
- Second Nature (1994)
- L'isola degli incanti - Sperling & Kupfer, 1996
- Practical Magic (1995) - Il giardino delle magie - Sperling & Kupfer, 1997
- Here on Earth (1997)
- Local Girls (1999)
- The River King (2000)
- Blue Diary (2001)
- The Probable Future (2003)
- Blackbird House (2004)
- The Ice Queen (2005) - La regina di ghiaccio, Fazi, 2005
- Skylight Confessions (2007)
- The Third Angel (2008)
- The Story Sisters (2009)
- The Red Garden (2011)
- The Dovekeepers (2011)
- The Marriage of Opposites[2] (2015)

### Romanzi per ragazzi
- Aquamarine (2001)
- Indigo (2002)
- Green Angel (2003)
- Water Tales: Aquamarine & Indigo (2003)
- The Foretelling (2005)
- Incantation (2006)
- Green Witch (2010)

### Libri per bambini
- Fireflies: A Winter's Tale (1999)
- Horsefly  (2000)
- Moondog  (2004)